# Johan Elf (biolog)
Per Johan Sven Elf, född 8 maj 1975, är en svensk professor i fysikalisk biologi vid Uppsala universitet. 

## Biografi
Elf disputerade 2004 vid Uppsala universitet på en avhandling om intracellulär stokastik. Han var postdoktor vid Harvard University 2005-2007. Han utsågs 2013 till professor i fysikalisk biologi vid Uppsala universitet. Hans forskargrupp studerar dynamiska processer på cellnivå i bakterier med hjälp av känsliga optiska metoder och kvantitativa modeller. Hans viktigaste arbeten är inom algoritmer för rumsberoende stokastiska simuleringar, hur transkriptionsfaktorer söker igenom den genetiska koden och metoder för att avgöra om bakterier är resistenta mot antibiotika.
Elf är ledamot i kemiklassen vid Kungliga Vetenskapsakademien och Uppsala universitets styrelse.
Han är medförfattare till över 140 artiklar som har citerats totalt över 10 000 gånger

## Entreprenörskap
2017 grundade han företaget Astrego Diagnostics i Uppsala tillsammans med Ove Öhman och Özden Baltekin. Företaget utvecklar ett diagnostiskt snabbtest för antibiotikaresistens baserat på forskning vid Uppsala Universitet .  Elf lämnade företaget när det köptes av Sysmex Corporation 2022.  Sysmex Astrego vann 2024 "the 8M£ Longitude Prize on AMR" för tekniken.  
2022 grundade han Bifrost Biosystems i Boston, MA tillsammans med Johan Paulsson, Paul Blainey och George Church Företaget utvecklar metoder för "optical pooled screening of cell libraries". 

## Utmärkelser
- 2010 - Göran Gustafssonpriset i molekylär biologi för "hans innovativa och banbrytande studier av interaktion mellan enstaka proteiner och DNA."[14]
- 2011 - EMBO Young Investigator Award.[15]
- 2012 - Wallenberg Academy Fellow.[16]
- 2019 - Wallenberg Scholar.[17]
- 2022 - EMBO member
- 2022 - Hjärnäpplet
- 2024 - The Longitude Prize on AMR
- 2016 - Invald i Kungliga Vetenskapsakademien med nummer 1690, i klassen för kemi.[18]
- ERC Grants - Starting (2007) - Consolidator (2013) -Advanced (2019) [19]